# Ruisseau Montachingue
Pour les articles homonymes, voir Wemotaci.
Le ruisseau Montachingue coule vers le nord-ouest, dans le territoire de La Tuque, en Mauricie, au Québec, au Canada. Cette rivière est un tributaire de la gauche de la rivière Manouane laquelle se déverse dans la rivière Saint-Maurice.

## Géographie
Le ruisseau Montachingue qui traverse la route forestière 25, passe à l'ouest du lac Bréhard dont la décharge est située en face de la rivière Blanche. Cette rivière a un parcours très serpentin. L'embouchure de la rivière est situé à 1,8 km en amont de l'embouchure de la rivière Blanche et à 3,3 km en amont de l'embouchure de la rivière Manouane.

## Toponymie
Le toponyme ruisseau Montachingue a été officialisé le 5 décembre 1968 à la Banque des noms de lieux de la Commission de toponymie du Québec.